# Паллавичино, Джан Лука
Граф Джан Лука Паллавичино (итал. Gian Luca Pallavicino; 23 сентября 1697, Генуя — 27 сентября 1773, Болонья) — австрийский генерал-фельдмаршал,  губернатор Миланского герцогства.

## Биография
Сын Джузеппе Паллавичино (1672—1726), генуэзского патриция из линии маркизов де Фавиньяна и синьоров ди Леванцо и Мареттимо рода Паллавичино, и Ливии Чентурионе Ольтремарино (1676—1758).
В 1712—1715 годах учился в Сиене в Колледжо Толомеи, в 1717—1718 годах — в Туринской военной академии.
В Генуе общался с математиками Челестино Гальяни и отцом Челестино Ролли, планируя основать научную академию, а также с такими интеллектуалами, как Филиппо Арджелати, Лудовико Антонио Муратори, Джакомо Бенедетто Винклер и Шипионе Маффеи.
Отсутствие политических перспектив в пришедшей в упадок Генуэзской республике,  сопровождавшееся разочарованием из-за того, что его жена не могла забеременеть, побудили Джан Луку оставить супругу управлять поместьем и летом 1728 года отправиться в Вену, где он получил должность камергера.
В 1730—1733 годах он был чрезвычайным генуэзским посланником в Вене, где постарался создать себе репутацию при дворе пышностью приемов и щедростью, давая ссуды частным лицам. Это обеспечило ему ряд более престижных назначений: в 1733 году Паллавичино стал генералом галер и командующим флотом Карла VI. В этом качестве отправился в Истрию и отличился в ходе войны за Польское наследство, захватив несколько испанских транспортных кораблей и вернув потерянные австрийские.
5 апреля 1735 был произведен в генерал-фельдвахтмейстеры, в 1736 году он за свой счет сформировал полк; в 1738 году ссудил императору 400 тысяч флоринов и в 1738—1739 годах воевал с турками, командуя на Дунае флотилией из восьми военных кораблей и пяти галер.
После смерти Карла VI и начала войны за Австрийское наследство был произведен в генерал-фельдмаршал-лейтенанты (28.03.1741); служил в армии графа Отто Фердинанда фон Трауна, бывшего миланским губернатором. Участвовал в осаде Мирандолы и битвах при Кампо-Санто и Кунео. Вернувшись в Вену в 1742 году, близко познакомился с Марией Терезией. Критика финансовых нарушений, допущенных императорским командованием в Италии, принесла ему должность придворного делегата в Ломбардии. Конфликт, возникший между ним и губернатором, привел к тому, что Мария Терезия расширила полномочия Паллавичино, дав ему право контролировать условия военных контрактов, что еще сильнее ухудшило отношения с Трауном, который в 1743 году был уволен. Для осуществления программы экономического восстановления, начатой Марией Терезией, Паллавичинио был 3 апреля 1745 назначен полномочным министром в Ломбардии, а 15 июля 1745 стал генерал-фельдцейхмейстером.
В декабре 1745 — марте 1746 года Милан был оккупирован испанской армией маркиза де Кастелара, возможно, в результате тайной договоренности Паллавичино, сформировавшего в Мантуе Временное правительство, с противником. Граф воспользовался ситуацией для расправы с политическими противниками, которых обвинял в государственной измене, изгонял и даже приговаривал к смертной казни.
После окончания оккупации 25 апреля 1746 Паллавичино снова был утвержден полномочным представителем в Австрийской Ломбардии. В кампанию 1746 года он захватил цитадель Пармы, командовал правым флангом в битве при Пьяченце и сражался при Роттофреддо, где был ранен в голову ружейной пулей, но, сделав перевязку, снова возглавил войска.
В конце 1746 года он послал в Вену предложение по сокращению штата всех магистратур, но проект не был одобрен и противники Паллавичино добились его замены на Фердинанда Бонавентуру фон Гарраха. Генуэзец, ставший кастеляном Миланского замка, не сдался и сумел убедить двор и нового наместника в обоснованности своих предложений.
В декабре 1749 года в Вене он получил одобрение императрицы и был назначен губернатором вместо Гарраха: в герцогстве была создана единая фирма для всех контрактов под руководством бергамского купца Антонио Греппи, и был учрежден совет для решения проблемы с государственным долгом. 29 января 1753 был учрежден общественный банк (Monte di Santa Teresa), в котором заимодавцы конвертировали свои кредиты в необлагаемые налогом ценные бумаги.
Более значительные реформы реализованы не были, в том числе из-за противодействия миланского декурионального класса и великого канцлера Бельтраме Кристиани, пытавшегося занять место губернатора. Паллавичино вызывал у многих неприязнь как иностранец, тем более, что он не жалел средств на роскошный образ жизни.
Осенью 1753 года его трехлетний срок правления завершился. 13 июля 1754 он получил чин генерал-фельдмаршала, а затем был пожалован императором Францем I в рыцари ордена Золотого руна, получив орденскую цепь из рук герцога Модены. В 1755 году Паллавичино был положен пенсион в размере 5 000 флоринов в год.
В 1768 году он был отправлен Марией Терезией к неаполитанскому двору, чтобы сопровождать Марию Каролину, которая выходила замуж за короля Фердинанда IV.

## Семья
1-я жена (30.09.1720): Анна Мария Паллавичино (1698—16.11.1751), дочь генуэзского патриция Доменико Паллавичино и Маддалены Спинолы, до этого развелась с Джан Джакомо Империали
2-я жена (12.04.1753): Мария Катерина Фава Гислиери (1714—1.12.1786) из Болоньи, дочь графа Пьетро Эрколе Фавы Гислиери и Порции Сега, вдова болонского сенатора графа Камилло Боккадиферро
Сын:
- граф Джузеппе Мария Паллавичино (24.01.1756—1818), маркиз Священной Римской империи. В 1766 году записан в Золотую книгу Генуэзской республики. В 1792 году пожалован императором Леопольдом II в рыцари ордена Золотого руна. Жена (3.04.1777): Карлотта Фиббья Фаббри, дама ордена Звездного креста, дочь болонского сенатора Джан Карло Фиббьи Фаббри и Йозефы фон Арко